# Козьмодемьяновский сельсовет (Гавриловский район)
Козьмодемьяновский сельсовет — муниципальное образование со статусом сельского поселения в составе Гавриловского района Тамбовской области Российской Федерации
Административный центр — село Козьмодемьяновка.

## История
В соответствии с Законом Тамбовской области от 17 сентября 2004 года № 232-З установлены границы муниципального образования и статус сельсовета как сельского поселения.
В соответствии с Законом Тамбовской области от 24 мая 2013 года № 271-З в состав сельсовета включён упразднённый Глуховский сельсовет.

## Население
| 2010  | 2012  | 2013  | 2014  | 2015  | 2016  | 2017  |
| ----- | ----- | ----- | ----- | ----- | ----- | ----- |
| 740   | ↘725  | ↘708  | ↗1411 | ↘1378 | ↘1336 | ↘1274 |
| 2018  | 2019  | 2020  | 2021  |       |       |       |
| ↘1210 | ↘1192 | ↘1169 | ↘1099 |       |       |       |

## Состав сельского поселения
| № | Населённый пункт | Тип населённого пункта       | Население |
| - | ---------------- | ---------------------------- | --------- |
| 1 | Верхняя Нечаевка | посёлок                      | ↘101      |
| 2 | Глуховка         | село                         | ↘375      |
| 3 | Козьмодемьяновка | село, административный центр | ↘595      |
| 4 | Коломытовка 1-я  | деревня                      | ↘0        |
| 5 | Коломытовка 2-я  | деревня                      | ↘0        |
| 6 | Нижняя Нечаевка  | посёлок                      | ↘44       |
| 7 | Софьино          | село                         | ↘140      |
| 8 | Старая Рожковка  | деревня                      | ↗301      |